# Ella Solgaard
Ella Solgaard er en dansk skuespiller (f. 2005).

## Filmografi

### Film
- Sorgenfri (2016) - Maj
- QEDA (2017)	Yin, Fang Rungs datter
- Dronningen (2019)	Sara

### TV-serier
- Bedre skilt end aldrig (2016)	Alma
- Stikker (2020)	Ida
- Salsa (2022)